# ناو کلاس آراگون
کروزر کلاس آراگون (به انگلیسی: Aragon-class cruiser) یک کلاس از کشتی است که طول آن ۲۳۶ فوت (۷۲ متر) می‌باشد.